# BR-210
A BR-210, também conhecida como Perimetral Norte, é uma rodovia federal transversal brasileira projetada para atender aos Estados de Amazonas, Pará, Amapá e Roraima. Até hoje, somente foram implantados trechos nos dois últimos estados citados.
Em Roraima, a BR-210 possui hoje 411,7 quilômetros abertos, saindo do rio Jatapu à Missão Catrimani. Todo este trecho encontra-se asfaltado, embora muitos segmentos em estado crítico de conservação. Conecta as cidades de Caroebe, São João da Baliza, São Luiz e Caracaraí, além de diversas vilas. No seu trajeto roraimense intercepta as federais BR-174 e BR-432, as estaduais RR-460 e RR-344, além de diversas estradas vicinais de administração municipal.

## História[4]
A Perimetral Norte foi planejada no auge do desenvolvimentismo econômico do regime militar para cortar a Amazônia brasileira desde o Amapá até a fronteira colombiana no Estado do Amazonas, fazendo parte do Plano de Integração Nacional - PIN.
Em Roraima foram implantados inicialmente os trechos de São João da Baliza até Caracaraí e de lá até o rio Repartimento, seguindo até a Missão Catrimani. Esta última porção foi desativada no ano de 2004 devido a falta de manutenção de pontes e deslizamento de barrancos. Da Missão Catrimani a estrada foi construída até o Posto Indígena Demini, já no Estado do Amazonas.
No estado do Amazonas, foi aberto os trechos de São Gabriel da Cachoeira, interligado com a BR-307, dentro da Terra indígena Balaio, e depois de Missão Catrimani até próximo ao Parque Estadual Serra do Aracá. no total no Amazonas, foram construídos 49,97 km de rodovia, trechos abertos e incompletos que, hoje foram levados pela vegetação.
No Amapá, foi iniciada em 1973 aproveitando os 102 quilômetros já construídos pela ICOMI para exploração da Serra do Navio, saindo de Macapá. O projeto foi suspenso em 1977 depois de 170 km construídos que hoje terminam dentro da Terra Indígena Waiãpi.
O traçado planejado para a rodovia BR-210 cruzava diversos territórios indígenas ainda não contatados pela FUNAI, inclusive grande extensão da porção sudoeste da atual Terra Indígena Yanomami. A construção da Perimetral Norte entre o município de Caracaraí na primeira metade da década de 1970 levou a morte de dezenas de Yawarip, subgrupo Yanomami, levando os sobreviventes a mendigarem na beira da estrada. Em conseqüência, a população Yanomami dos vales dos rios Ajarani e Catrimani é devastada, sendo que quatro aldeias do Ajarani perdem 22% de sua população, entre 1973 a 1975, e quatro outras do Alto Catrimani perdem metade de sua gente em epidemias de sarampo em 1978. (BRASIL. Fundação Nacional de Saúde, 1991). Concomitantemente,  instalam-se projetos de colonização no Ajarani e Apiaú tendo como consequência a pauperização e estabelecimento de portas de entrada de doenças com alta letalidade nas aldeias.